# Heath Blackgrove
Heath Blackgrove (Oamaru, Otago, 5 de desembre de 1980) és un ciclista neozelandès. Ha guanyat dos campionats nacionals en ruta i un en contrarellotge.

## Palmarès en ruta
- 1999
  -  Campió de Nova Zelanda sub-23 en contrarellotge
- 2001
  -  Campió de Nova Zelanda sub-23 en contrarellotge
- 2003
  -  Campió de Nova Zelanda en ruta
- 2004
  -  Campió de Nova Zelanda en ruta
  -  Campió de Nova Zelanda en contrarellotge
  - 1r al Tour de Vineyards i vencedor d'una etapa
  - Vencedor d'una etapa al UAE International Emirates Post Tour
- 2005
  - 1r al Tour de Vineyards i vencedor de 2 etapes
- 2006
  - 1r al San Dimas Stage Race
  - Vencedor d'una etapa al Tour de Vineyards
- 2007
  - 1r al Tour de Vineyards i vencedor de 2 etapes
- 2008
  - 1r al Tobago Cycling Classic i vencedor d'una etapa
- 2009
  - 1r al Tour de Southland
- 2015
  - 1r al Valley of the Sun Stage Race

## Palmarès en pista
- 2006
  -  Campió de Nova Zelanda en Persecució per equips (amb Marc Ryan, Hayden Roulston i James Fairweather)

### Resultats a laCopa del Món
- 2003
  - 1r a Sydney, en Persecució per equips